# سیارک ۱۱۲۵۸
سیارک ۱۱۲۵۸ (به انگلیسی: 11258 Aoyama، نامگذاری:1978VP1) یازده هزار و دویست و پنجاه و هشتمین سیارک کشف شده‌است که در ۱ نوامبر ۱۹۷۸ کشف شد.
قدر مطلق سیارک برابر ۳۰.۹ است.